# Bekumu
Bekumu ist eine osttimoresische Siedlung im Suco Foho-Ai-Lico (Verwaltungsamt Hato-Udo, Gemeinde Ainaro).
Das Dorf liegt im Süden der Aldeia Ailora, in einer Meereshöhe von 380 m. Drei kleine Pisten bilden die Verbindung zur Außenwelt. Nördlich liegt als nächster Nachbar das Dorf Ailora, östlich der Weiler Lale und im Südwesten gelangt man nach Buifu.